# NGC 3723
NGC 3723 é uma galáxia elíptica (E-S0) localizada na direcção da constelação de Crater. Possui uma declinação de -09° 58' 08" e uma ascensão recta de 11 horas, 32 minutos e 30,5 segundos.
A galáxia NGC 3723 foi descoberta em 1880 por -.